# El primer arlequí
El primer arlequí és la primera obra que va publicar l'escriptor Pere Calders, fruit d'un treball escolar. El llibre va ser publicat l'any 1936 per Quaderns Literaris i està format per vuit contes: El primer arlequí, El pas del temps en el Museu Sentimental, L'herència dels retrats i de les ànimes, L'imprevist a la casa número 10, La meva estada al centre de la Terra, Pista fantasmal, El barret prodigiós i la barraca de monstres (conte infantil) i Epidèmia de la son a la Toscana.
El llibre ha estat traduït al castellà i publicat juntament a Cròniques de la veritat oculta i Gent de l'alta vall, dins el llibre El primer arlequín; Crónicas de la verdad oculta; Gente del alto valle, publicat l'any 1988.

## Crítica
De l'època (vers 1936)
Arran de la publicació d'El primer arlequí, van aparèixer diverses crítiques de l'obra en algunes publicacions periòdiques de l'època. En una crítica d'Albert Junyent publicada a Mirador, es diu que El primer arlequí és un recull realment bo, de qualitat força per sobre de la mitjana literària catalana del moment, que podria ser traduït a qualsevol idioma europeu de gran abast, i que pot fer l'efecte que qualsevol podria escriure unes històries similars, però que ni de bon tros això és cert. També s'hi destaca el sentit de la ironia i la imaginació fantasiosa de Calders. Però Junyent també hi troba defectes, com ara la seva tècnica a l'hora d'utilitzar el llenguatge. En una crítica publicada a La Humanitat, també es destaca l'humor de Calders, de qui s'arriba a dir que podria esdevenir el Mark Twain català. Josep Palau i Fabre també en va escriure una crítica pel diari La Publicitat, on constantment remarca la joventut de Calders. Palau i Fabre diu que Calders encara malda per trobar la seva expressió més adient, que els contes mostren un estat de no maduresa, que la narració sovint és massa lenta i extensa i que sorprèn la manera precipitada d'acabar els contes, probablement causat per la seva joventut. Aquest últim fet també el destaca Domènec Guansé en una crítica publicada a La Rambla, qui diu que Calders es precipita a l'hora d'escriure els finals dels contes, i que en aquest sentit resulta decebedor. Palau i Fabre, però, també en destaca positivament la combinació que fa Calders d'elements tràgics amb elements humorístics i diu que això és el més original del llibre. En la crítica publicada a La Rambla, Guansé ja destaca un element que es veurà sovint en l'obra de Calders, la fantasia. Diu que Calders es complau creant ambients carregats de misteri, inventant teories extravagants i absurdes i, alhora, demostrant-les amb una lògica puixant i rigorosa.
Finals segle XX-principis XXI
Agustí Pons a Revista de Catalunya comenta que, tot i que Calders quan va escriure el conte tenia només catorze anys, no mostra signes d'innocència; recrea, per exemple, l'expulsió d'Adam i Eva del paradís i la conseqüència, el naixement del primer home sobre la Terra, Caín, amb la pell dividida en rombes de diferents colors. Calders desconstrueix o subverteix el relat del Gènesi: sortir del paradís no és un càstig sinó un premi, ja que s'ha creat el «primer arlequí», fruit de l'amor, a manera de missatge de fraternitat universal més enllà de colors i races.
A l'obra col·lectiva Història de la cultura catalana dirigida per Pere Gabriel, es classifica a El primer arlequí dins les sèries de «novel·les humorístiques, sense personatges humorístics» de l'època, i en concret a l'obra, com la creació d'un univers personal per part de Calders, reduït a les línies més essencials sobre un únic tema: la condició humana.